# Grădiștea - Căldărușani - Dridu
Grădiștea - Căldărușani - Dridu este o arie naturală de protecție specială avifaunistică, situată în sud-estul României, pe teritoriile județelor Ilfov (78,3%) și Ialomița (21,7%).

## Localizare
Aria naturală se află în partea nord-estică a județului Ilfov și cea vstică a județului Ialomița, pe teritoriile administrative ale comunelor Periș, Ciolpani și Dridu, în imediata apropierea a drumului național (DN1) București - Ploiești.

## Descriere
Rezervația naturală a fost declarată arie protejată prin Hotărârea de Guvern Nr.1284 din 24 octombrie 2007 publicată în Monitorul Oficial al României Nr. 739 din 31 octombrie 2007  (privind declararea ariilor de protecție specială avifaunistică ca parte integrantă a rețelei ecologice europene Natura 2000 în România) și se întinde pe o suprafață de 6.642,30 hectare.
Aria naturală suprapusă sitului Natura 2000 - Grădiștea-Căldărușani-Dridu reprezintă o zonă umedă (râuri, mlaștini, laciu de apă, turbării, păduri și pajiști cu floră și faună sălbatică) în arealul căreia au fost identificate mai multe specii de păsari (migratoare, de  pasaj, sedentare) rare, unele protejate prin lege.

## Avifaună
Aria protejată adăpostește și asigură condiții de viață, cuibărit și hrană pentru mai multe specii de păsări migratoare, de pasaj sau sedentare, dintre care: 

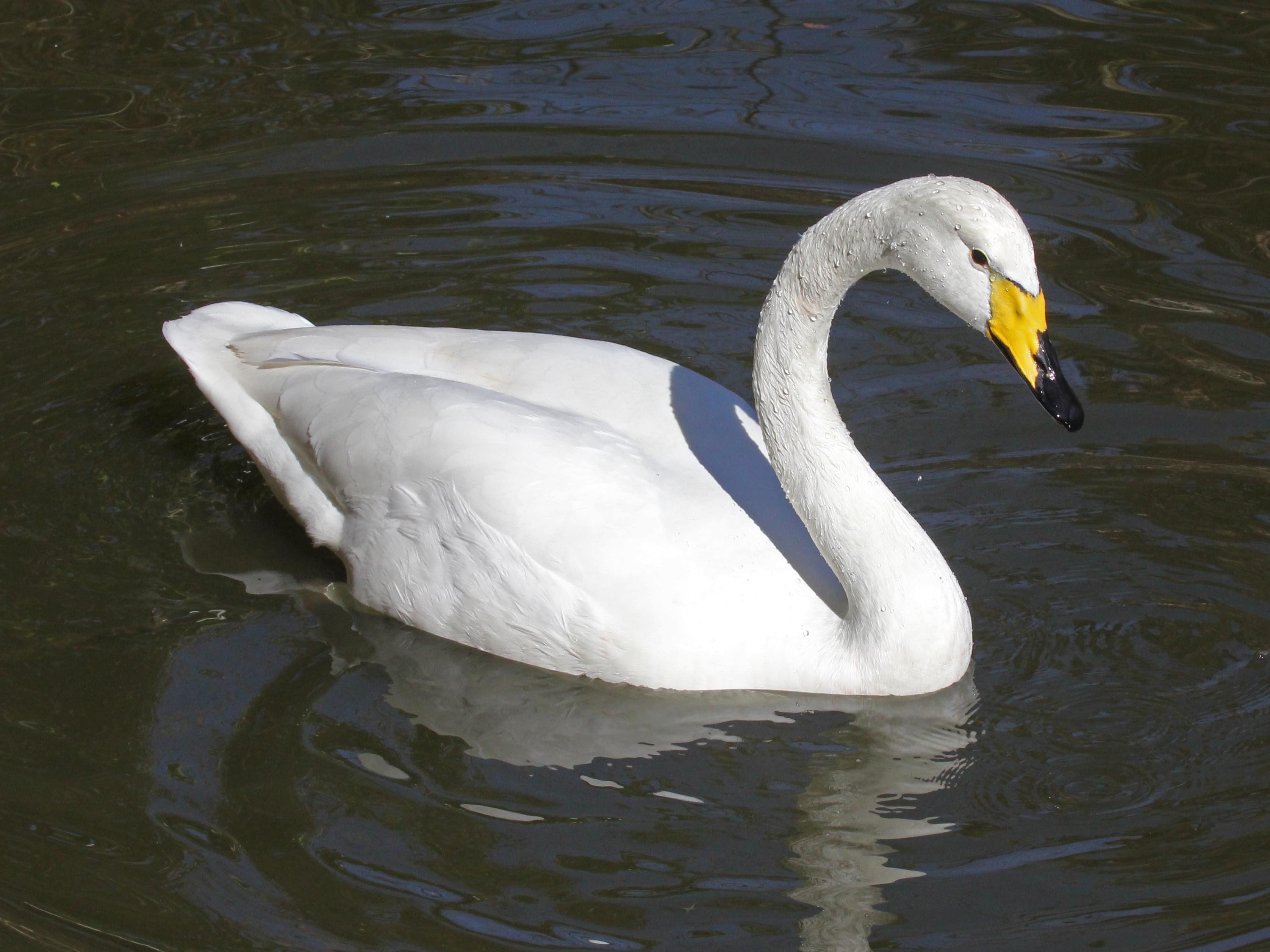
Lebădă de iarnă (Cygnus cygnus)

stârc galben (Ardeola ralloides), buhai de baltă (Botaurus stellaris), lebădă de iarnă (Cygnus cygnus), egretă mică (Egretta garzetta), egretă mare (Egretta alba), ferestraș mic (Mergus albellus), rață roșie (Aythya nyroca), chirighiță neagră (Chlidonias niger), eretele de stuf (Circus aeruginosus), cristeț pestriț (Porzana porzana), stârc de noapte (Nycticorax nycticorax), bătăuș (Philomachus pugnax), barză albă (Ciconia ciconia), chiră neagră (Chlidonias niger), gârliță mare (Anser albifrons), gâsca cu piept roșu (Branta ruficollis), piciorongul (Himantopus himantopus), cioc-întors (Recurvirostra avosetta), chiră de baltă (Sterna hirundo), ferestraș mic (Mergus albellus), fluierar de mlaștină (Tringa glareola).

## Atracții turistice
În vecinătatea rezervației naturale se află mai multe obiective de interes turistic (lăcașuri de cult, monumente istorice, arii protejate, zone naturale, situri arheologice), astfel:

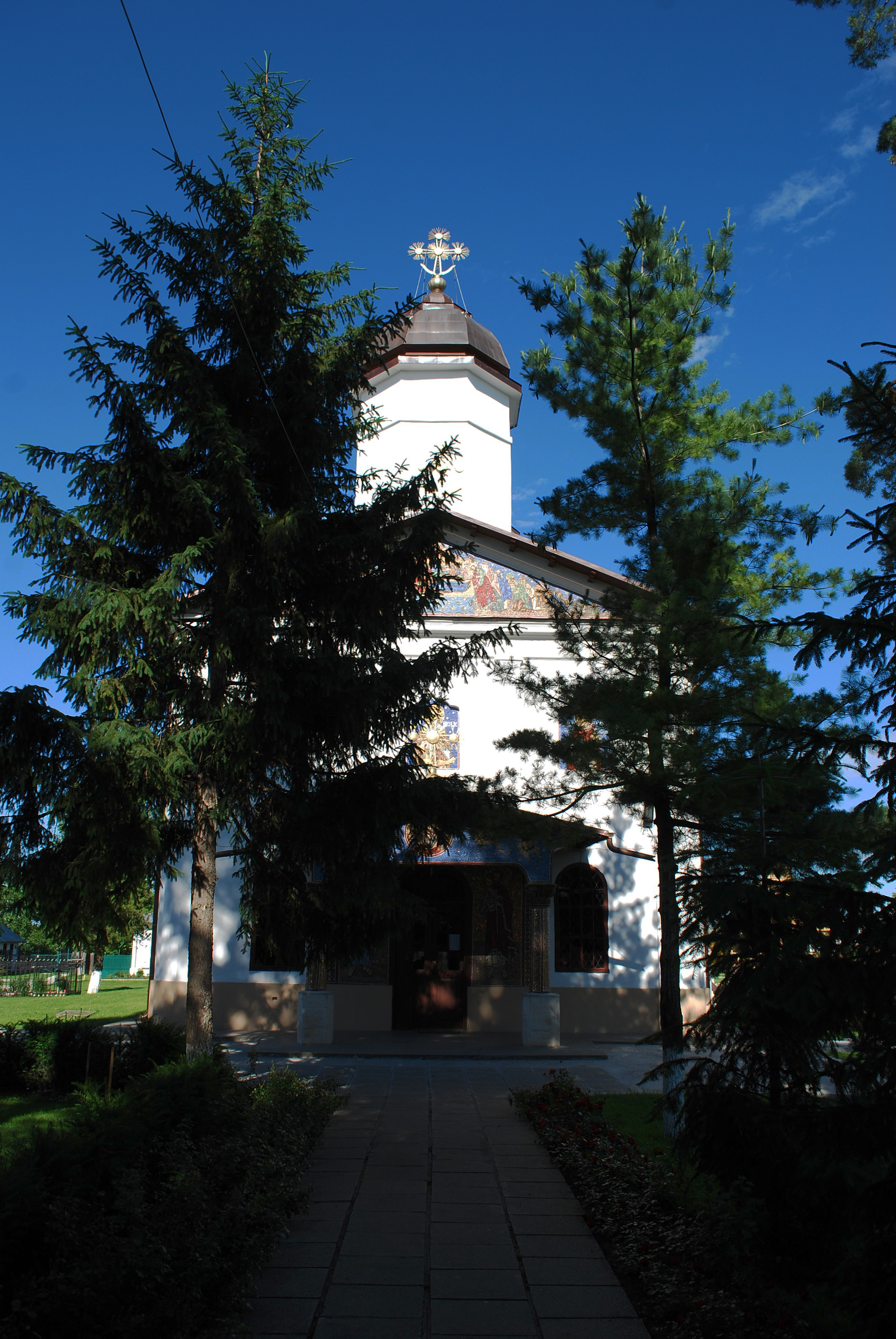
Biserica mănăstirii Țigănești

- Biserica „Sfântul Nicolae” a fostului schit Bălteni, construcție 1626, monument istoric, (satul Bălteni
- Biserica de lemn „Cuvioasa Paraschiva” din Dridu-Snagov, construită între anii 1774–1782, monument istoric
- Mănăstirea Țigănești din satul Ciolpani, construcție secolul al XVIII-lea, monument istoric
- Biserica "Adormirea Maicii Domnului" din Colpani, construcție 1812, monument istoric
- Biserica "Adormirea Precistei" din Ciolpani, construcție secolul al XIX-lea, monument istoric
- Rezervația naturală „Lacul Snagov”
- Zona naturală Codrii Vlăsiei
- Situl arheologic de la Dridu (cu descoperiri ce aparțin de Epoca medievală, medieval-timpurie, Hallstattian)
- Situl arheologic de la Periș